# برج صندوق الاستثمارات العامة
مبنى هيئة السوق المالية أكبر برج ناطحة سحاب في مدينة الرياض في المملكة العربية السعودية، تبلغ طولها نحو 385 م (1,3263 قدماً)، ولها 77 طابقاً، وهي مخصصة للأمور المالية في المملكة.

## خطة البناء
أعلن هيئة السوق المالية السعودية عن تصميم المبنى الجديد يكون مقرها الرئيسي في مركز الملك عبد الله المالي، والذي صممت شركة HOK الدولية وبالتعاون مع شركة Hyder المتخصصة للتصميم الإنشائي مع دار الدراسات العمرانية، وذكرت الهيئة في بيان صحفي أن البرج يحتوي على 77 دوراً وذلك بارتفاع 385 متراً، ويشرف البرج على منطقة الساحة المالية والوادي الاصطناعي.